# Candidplatz (métro de Munich)
Candidplatz (en allemand : U-Bahnhof Candidplatz) est une station de la ligne U1 du métro de Munich. Elle est située dans le quartier d'Untergiesing sous Pilgersheimer Strasse et s'étend vers le sud jusqu'à sous le pont Candid du Mittlerer Ring dans le secteur d'Untergiesing-Harlaching, à Munich en Allemagne.
Mise en service en 1997, elle est desservie, par les rames de la ligne U1.

## Situation sur le réseau

Plan du métro (2020).

Établie en souterrain, la station Candidplatz de la ligne U1 du métro de Munich est située entre la station Kolumbusplatz, en direction du terminus Olympia-Einkaufszentrum, et la station Wettersteinplatz, en direction du terminus Mangfallplatz,
Elle dispose d'un quai central encadré par les deux voies de la ligne.

## Histoire
La station Candidplatz est mise en service le 8 novembre 1997, lors de l'ouverture à l'exploitation du prolongement de Kolumbusplatz à Mangfallplatz. Le quai, qui est dans une courbe, est pourvue d'une rangée centrale de supports pour absorber la terre et la pression du trafic des structures de surface au-dessus. Elle est dans des couleurs arc-en-ciel qui fusionnent et dissolvent les lignes longitudinales structurelles dominantes. Les supports centraux sont revêtus de verre dépoli pour éviter que les colonnes elles-mêmes ne soient salies et structurer les surfaces colorées. La forme inhabituelle du plafond est due à l'égout principal au-dessus. Paul Kramer et Sabine Koschier, employés du département du métro, sont les auteurs de d'extension et de la palette de couleurs, tandis que la planification de la mise en œuvre est réalisée par Egon Konrad.

## Services aux voyageurs

### Accès et accueil
Elle est située en souterrain sous la Pilgersheimer Straße sur un axe nord-sud. Au nord elle dispose de deux accès qui mènent à une mezzanine reliée au quai par un escalier fixe et un escalier mécanique, un ascenseur relie la surface et le quai pour l'accessibilité des personnes à la mobilité réduite. Au sud deux accès et un ascenseur mêne à une mezzanine reliée au quai par une longue rampe sans marche.

Installations
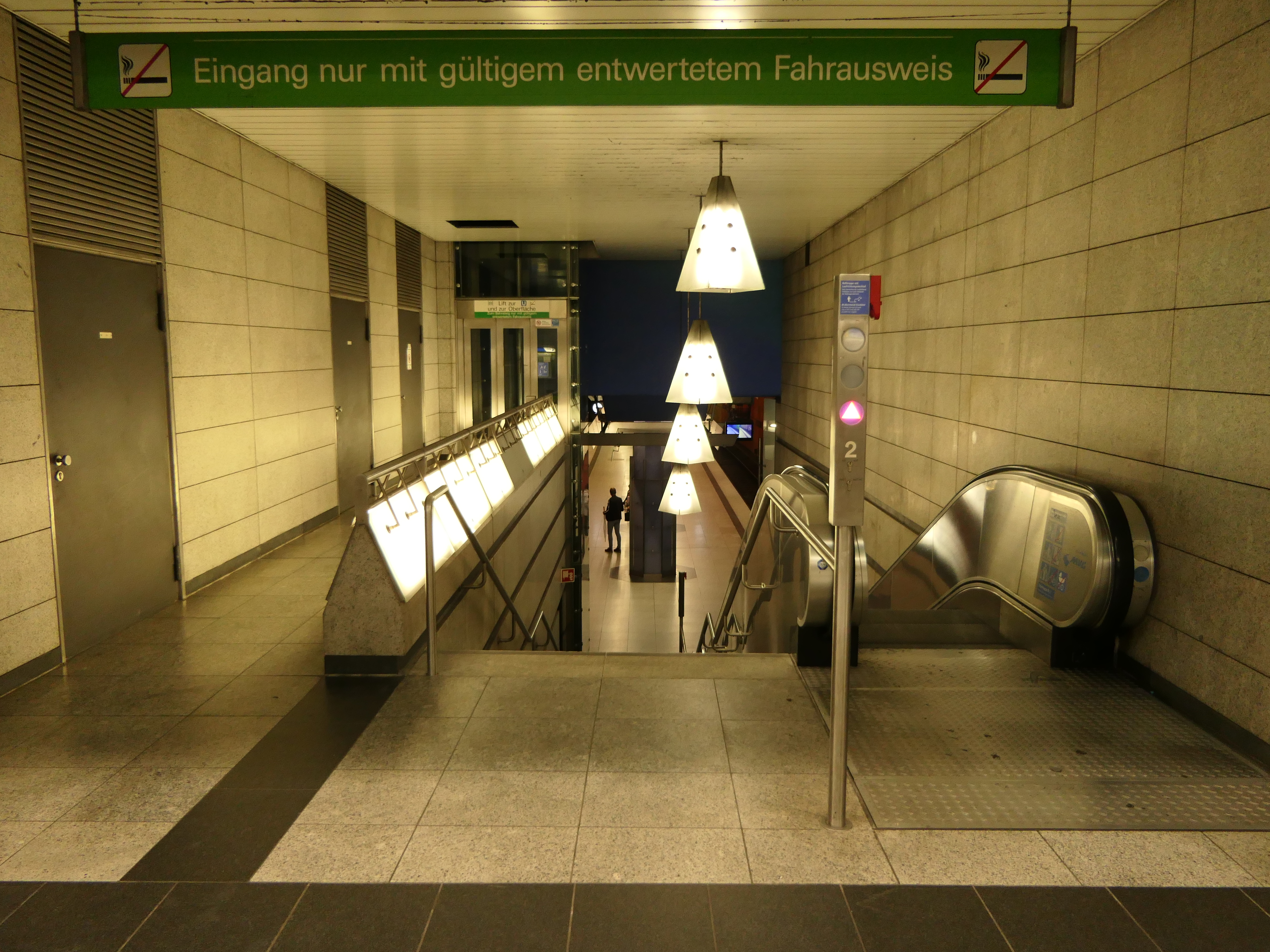
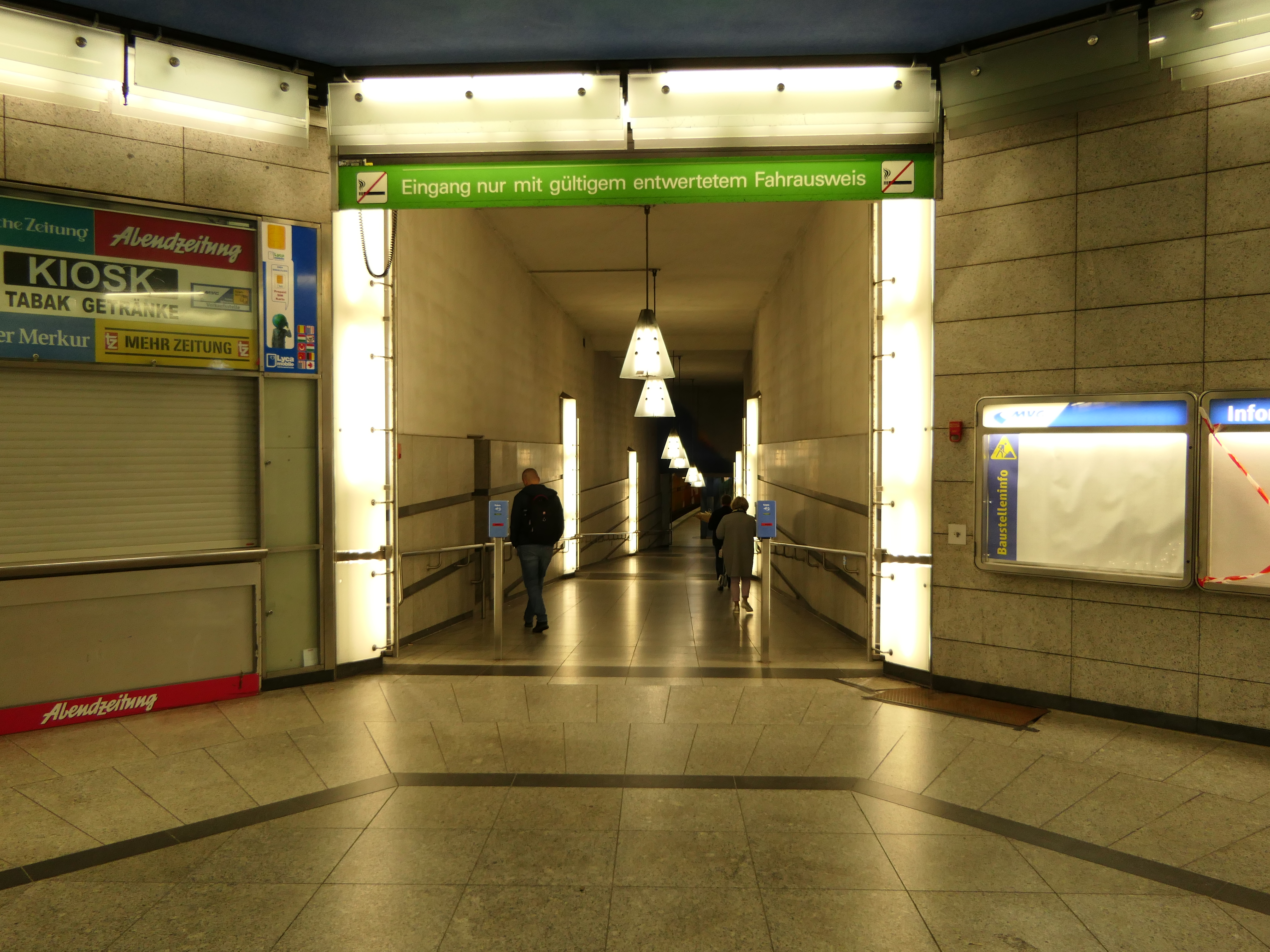

### Desserte
Kolumbusplatz est desservie par les rames de la ligne U1.

### Intermodalité
À proximité des arrêts de bus sont desservis par les lignes 52, 54, X30, X98 et N44.